# Ippolito Zibibbi
Ippolito Zibibbi (Viareggio, 6 aprile 1772 – 10 gennaio 1845) è stato un militare italiano.
Volontario nell'esercito napoleonico fu nominato dal governo del Ducato di Lucca comandante della Piazza Militare di Viareggio. 

## Biografia
Nacque a Viareggio, in una modesta casa di via delle Catene, da Cesare Zibibbi, trasferitosi a Viareggio per svolgere la sua mansione di funzionario della Repubblica di Lucca, e dalla viareggina Orsola Simoncini.
Assieme al fratello Giovambattista, Ippolito fu un giacobino ed entusiasta ammiratore di Napoleone I. Si arruolò nell'esercito repubblicano francese nel 1796, comportandosi da valoroso nella difesa di Forte Urbano e nell'attacco di Cento, dove cadde ferito il 4 maggio 1799. Partecipò alle campagne di guerra del 1797-98-99 contro gli austro-russi, sotto gli ordini del generale Moreau. Il 5 ottobre 1805 passò al servizio del Principato di Lucca e Piombino con il grado di capitano.
Fu protagonista della disgraziata circostanza dello sbarco a terra di un migliaio di soldati della flotta inglese comandata da Lord Bentinck, avvenuto il 10 dicembre 1813, a causa del quale fu condannato a morte con l'accusa di aver abbandonato la piazzaforte viareggina senza opporre resistenza. La pena capitale, per diretta intercessione dello stesso Napoleone, gli fu commutata in carcere a vita nel forte di Piombino. Si dice che Bonaparte, nel conoscere l'esito della sentenza, abbia esclamato: "Mio Dio, quale orrore! È mai questa l'interpretazione che doveva darsi alle mie leggi?"
Dopo la caduta dei Baciocchi nel 1815, Zibibbi ritornerà libero il 7 gennaio 1817 e reintegrato nel suo grado di capitano da Maria Luisa di Borbone che, divenuta duchessa di Lucca, lo nominò comandante della Piazza militare di Viareggio.
Il 9 gennaio 1838, alla soppressione del “Comando Generale delle Truppe Lucchesi”, per la Direzione della Forza Armata del Ducato fu istituito il “Comando Superiore” al comando del colonnello Ippolito Zibibbi fino al 10 gennaio 1845, data della sua morte.